# Henri Sala (réalisateur)
Pour les articles homonymes, voir Henri Sala et Sala.
Henri Sala est un réalisateur français né le 27 décembre 1936 à Oran, et mort à Bangkok le 18 février 2022. Il a essentiellement dirigé des films érotiques qu'il a le plus souvent signés du pseudonyme de Ken Warren.

## Biographie
Après un premier film érotique dans lequel il fait tourner Anne Libert et Monique Vita, Henri Sala se spécialise dans la pornographie. On retrouve dans ses films des actrices comme Danièle Troeger, Martine Grimaud, Siegried Cellier ou Brigitte Lahaie.
Il revient ponctuellement au softcore pour tourner en Espagne Candide Lolita avec  Philippe Gasté et Nieves Navarro. Il emploie également à trois reprises Muriel Montossey  et signe un film d'horreur Nightmare Weekend .

## Filmographie

### Films classiques
- 1974 : Les Ardentes
- 1978 : Candide Lolita / Emanuelle e Lolita
- 1980 : Séduisante otage (comme Sand Sunsea)
- 1980 : Son corps pour un chantage (comme Sand Sunsea)
- 1983 : Erotica mon amour
- 1985 : Nightmare Weekend (comme Henry Sala)

### Films X
- 1975 : En amour, ça va, ça vient (et scénariste)
- 1975 : Jambe en l'air à Bangkok (et scénariste)
- 1975 : Elle en veut
- 1976 : Hard schuss ou Laisse-toi faire, la neige est bonne (et scénariste)
- 1976 : Les Bandeuses ou Obscène Story (comme Ken Warren)
- 1977 : Tonnerre de fesses (comme Ken Warren)
- 1977 : Moi, je fais tout ou Nurses très particulières (comme Ken Warren)
- 1977 : La Partouze du diable (comme Ken Warren)
- 1977 : Mains douces et lèvres chaudes (comme Ken Warren)
- 1977 : S comme sperme (comme Ken Warren)
- 1977 : Cuisse me (comme Ken Warren)
- 1977 : Check-up à la suédoise (comme Ken Warren)
- 1977 : La Cage aux partouzes (comme Ken Warren)
- 1977 : C'est la fête à mon cul (comme Ken Warren)
- 1977 : Arrête, tu me déchires ! (comme Ken Warren)
- 1979 : Les Grandes Pompeuses
- 1981 : Les Jouisseuses de Hong Kong
- 1981 : Club porno pour chattes enragées
- 1981 : Petites Filles pas très sages  (comme Ken Warren)
- 1981 : Cécile aime ça (comme Ken Warren)
- 1981 : Juliette et ses amours (comme Karl Orion)
- 1982 : Charmeuse Adeline (comme Ken Warren)
- 1982 : Secte pornographique
- 1982 : Retourne-moi, c'est meilleur (comme Ken Warren)
- 1984 : Les Mémoires d'une petite culotte (comme Ken Warren)
- 1984 : Miss Trouduc (comme Ken Warren)
- 1984 : L'Île des perversions (comme Ken Warren)
- 1986 : Salopes du plaisir à défoncer  (comme Ken Warren)